# K3 (分隊支援火器)
K3は、大韓民国国軍の要求に基づいてベルギーのファブリックナショナル社（FN社）が設計し、大韓民国のS&T大宇が製造する分隊支援火器である。

## 開発
大韓民国陸軍では、分隊支援火器に長らくM60機関銃を使用していた。しかし、アメリカ軍をはじめとする西側諸国が5.56x45mm NATO弾を用いたアサルトライフルを採用する趨勢に合わせ、韓国軍もK1やK2といった5.56mm NATO弾を用いた小銃を採用し、同じ銃弾を用いる分隊支援火器が要求された。
当初は、アメリカ陸軍が採用したM249軽機関銃、または元設計のミニミ軽機関銃の購入も検討されたが、アメリカ陸軍向けの製造が優先されており、韓国陸軍向け製造には数年かかることが予想された。さらに、M249は必ずしも韓国軍の要求に合う設計ではなく、次期主力小銃であるK2との互換性など独自に改良する必要があり、独自開発にはさらに時間を要した。
そこで、韓国軍はミニミやM249を設計したFN社に、これらを元にした分隊支援火器の設計を依頼。FN社による設計を経て、1990年には韓国陸軍への配備を開始。翌1991年には大宇S&Tによる製造が始まったとされているが、実際にはFN社が関わっていたという証拠がない。

## 設計
K3の設計は、基本的にFN社が設計・製造するミニミ軽機関銃と同じであると思われるが、独自設計といわれていたり、似ているだけで全くの別物とする情報も存在し、韓国国内でもそれは不明瞭となっている。しかし、使用する銃弾も同じ5.56mm NATO弾で、アサルトライフルで用いるSTANAG マガジンを用いることができる点も同じである。重量は汎用機関銃のM60よりも遥かに軽量で、総じて小柄なアジア人が携行して運用するのに現実的な兵器となっている。
ミニミやM249との違いとして、K2との操作性の共有が挙げられる。特に引金や銃把、銃床、ハンドガードはK2と同じ部品を用いている。銃身には折畳式の把手が付いており、銃身交換が容易になっている。機関部前方には折畳式の二脚があり、伏射や乗車射撃で用いるほか、M60と同じく三脚に搭載して重機関銃としても運用が可能である。

## 運用

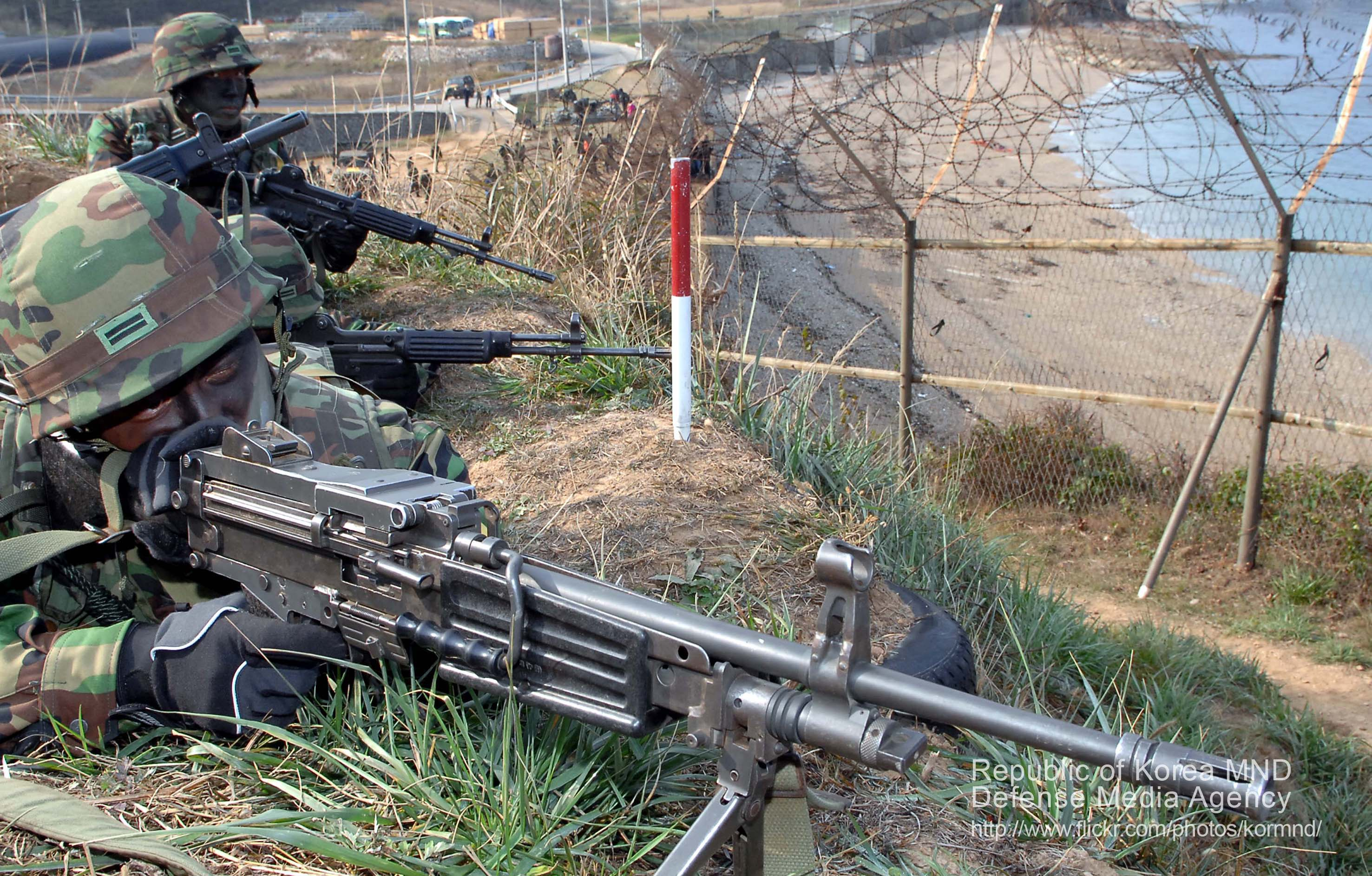
K3を構える大韓民国海兵隊の兵士。

韓国陸軍ではM60と代替して配備が進められ、既に全ての歩兵連隊にK3が行き届いている。イラク戦争後のイラクに派遣されたザイトゥーン部隊などでも用いられ、実戦での運用も経験している。
S&T大宇では、K3の輸出も積極的に行なっており、他の競合種に比べて安価であることから、韓国軍以外でも採用されている

## 評価
韓国国内での評判はかなり悪く、弾詰まりが起きやすい、故障が起きやすい、パーツが破損しやすい、熱を帯びてコックオフ状態が起きて撃ち切るまで止まらない、といった評価が韓国国内でも散見されるが、現行モデルではほとんどが改善されている。
原因としては韓国国内では2000年代になるまで韓国の冶金技術が低かったことと、初期は材質が脆い素材を使っていたこと、徴兵制故に専門性の高い軽機関銃の清掃が疎かや過剰すぎたり、弾薬の経費削減のためにフルオートではなく無理やりセミオートで撃たせた結果、ボルトの不完全後退が起き、グリスの塗りすぎで砂や土が機関部に絡んでしまう、等の理由がある上で30年以上使われているせいでそもそも本体がかなり老朽化している、というのが原因である。
2000年代以降のK3は基本的に問題は起こらないはずなのだが、軍部が旧式と改良型のK3のパーツを混ぜて使用してしまっていたために現在でも故障の話が絶えないという結果になってしまっている。
そのため、この銃の後継となったK12ではセミオートポジションを設ける、徹底的にジャムを排除することに主眼を置いて開発、と現在の韓国軍のニーズに合った設計を行っている。

## 運用国
- 大韓民国[3]
- コロンビア - 2006年に400丁の調達を決定した[2]。
- フィジー[4]
- グアテマラ[5]
- インドネシア - 2006年に110丁の調達を決定した[2]。インドネシア陸軍の特殊部隊「Komando Pasukan Khusus（略称「KOPASSUS」、en）」とインドネシア海軍の海軍戦闘水泳隊員部隊「Komando Pasukan Katak（略称「KOPASKA」、en）」で運用されている[6]。
- フィリピン - 2008年にミニミ・CIS ウルティマックス100軽機関銃を抑えて採用された。5,883丁を調達する予定[7][8]。

## 登場作品
カナダのプロップガン業者がミニミ風に改造したK3を所有しており、カナダロケのハリウッド映画でミニミの発射用プロップとしてよく使用されている。

### 映画
『FLU 運命の36時間』
韓国兵が使用。
『JSA』
韓国兵が装備。
『スコーピオン』
トーマス・J・マーフィなどが所持。ミニミ風カスタムが施されている。
『スモーキン・エース2』
フリッツ・トレモアが所持。ミニミ風カスタムが施されている。
『エンジェル ウォーズ』
ブロンディが所持。ミニミ風カスタムが施されている。

### 小説
『ヤングガン・カルナバル』
山上鬼一が使用。

### ゲーム
『ドールズフロントライン』
萌え擬人化されたものが星3戦術人形「K3」として登場。
『メダル・オブ・オナー ウォーファイター』
M249のバリエーションとして登場。韓国の特殊部隊(UDT/SEAL)が使用する。